# Sakramentshäuschen (St. Wolfgang)

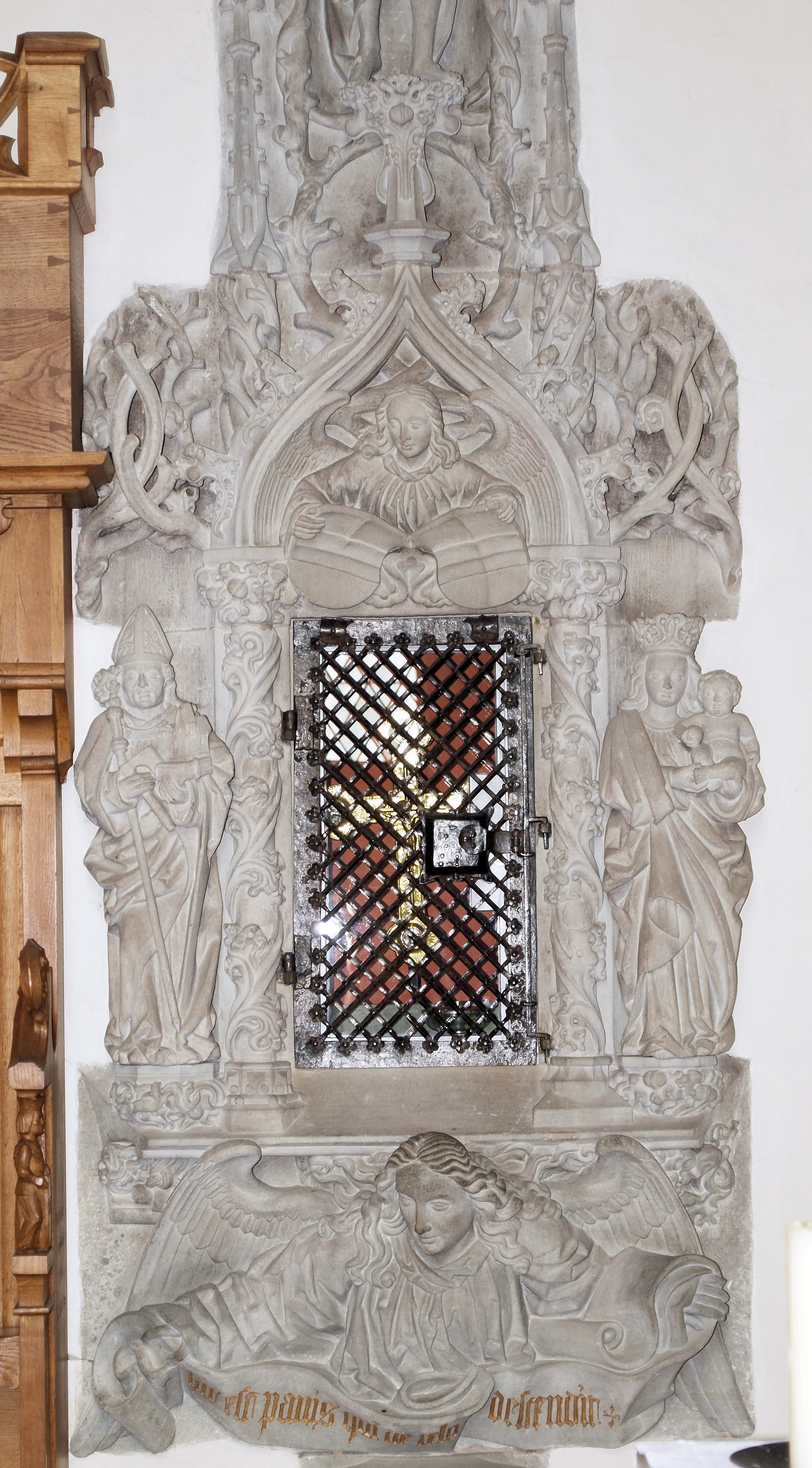
Der Teil des Sakramentshäuschen mit der Nische

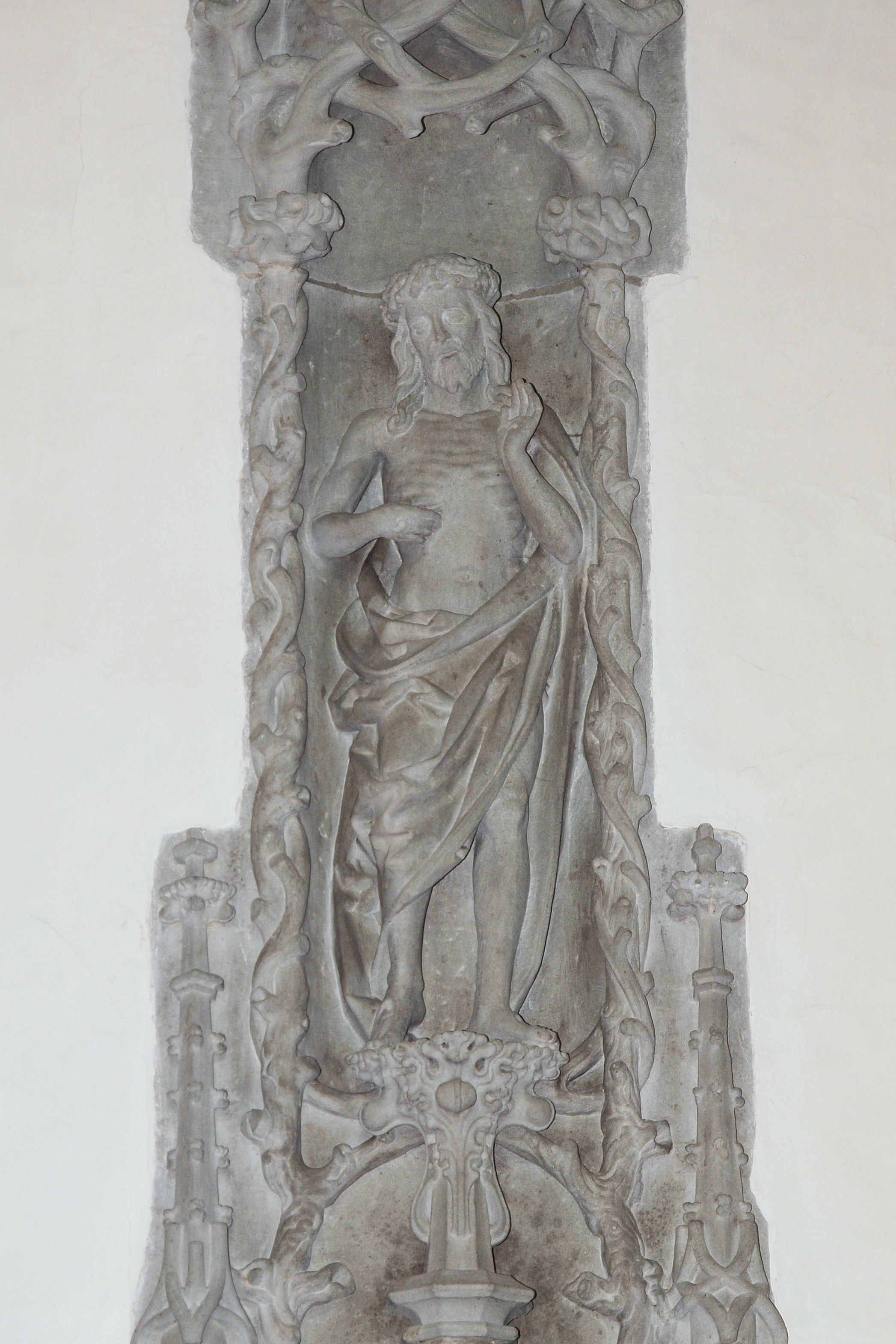
Der Teil der Fiale mit dem Schmerzensmann

Das Sakramentshäuschen in der Kirche St. Wolfgang in Hünenberg ist ein sandsteinernes Sakramentshaus, das sich heute an der nördlichen Chorinnenwand der Kirche befindet. Es zählt zu den schönsten Werken spätgotischer Bildhauerei in der Schweiz.

## Geschichte
Seine Entstehung ist unklar, weil darüber keine schriftlichen Unterlagen bekannt sind. Es zeigt jedoch die exakt gleichen Darstellungs- und Bearbeitungsmerkmale wie das 1486 angeschaffte Chorgestühl, das dem Meister Ulrich von Rosenstain aus Lachen zugeschrieben wird. Chorgestühl und Sakramentshäuschen können allerdings auch von einem anderen Mitarbeiter dieser Werkstatt hergestellt worden sein. Auch das Herstellungsjahr des Sakramentshäuschen lässt sich heute nicht mehr genau festlegen. Als Aufstellungsjahr wird das Jahr 1496 angenommen, was aber unbestätigt ist. So findet sich in einigen Büchern auch die Angabe, dass es zusammen mit dem Chorgestühl aufgestellt worden sei. Auf Grund der beiden Zuger Wappen ist aber eine zeitliche Einordnung möglich, denn die Kirche kam erst 1477 in zugerischen Besitz. Das Sakramentshäuschen kann somit nicht vor 1477 bestellt worden sein. Erwähnt wird das Sakramentshäuschen aber als Ausstattungsgegenstand beim Einbau des vierten Altars, welcher eben 1496 stattfand (das Zeitfenster für Bestellung bis Einbau reicht somit von 1477 bis 1496). Das Sakramentshäuschen wurde 1849 widerrechtlich in die Zuger St. Oswaldkirche versetzt. Von da wurde es aber anlässlich der Restaurierung der St.-Wolfgang-Kirche 1946–48 zurückgeholt und an seinen angestammten Platz gestellt. Es befindet sich an der nördlichen Innenwand des Chores, hinter dem dreiteiligen Chorgestühl im Osten.

## Ausgestaltung
Das im spätgotischen Stil gehaltene Sakramentshäuschen besticht vor allem durch seine reiche Ausgestaltung. Es ist in der Form einer vorgeblendeten Sandsteinarchitektur an die Wand gebaut und reicht bis zum Gewölbe des Chors. Es besitzt eine kleine Nische zur Aufnahme des Ziborium, in welchem die geweihten Hostien aufbewahrt werden. Diese Nische kann mit einer Gittertüre verschlossen werden. Zuunterst befindet sich ein polygonaler Sockel, auf dem ein Löwe eine kurze gewundene Säule trägt. Über dieser befindet sich ein Engel, der als Halbfigur dargestellt wird. Der Engel entfaltet ein Band mit der Inschrift «Hic est panis qui de decendit» (lat. «Dies ist das Brot, das vom Himmel hernieder kommt»). Der Engel bildet auch den architektonischen Übergang zur breiteren Schreinpartie und scheint diese schwerelos zu tragen. Die rechteckige Öffnung mit der Gittertüre wird von umrankten Säulen mit Kielbogen umrahmt. Unter dem Kielbogen erscheint ein Engel mit zwei Zuger Wappenschildern. Neben den Säulen befinden sich zwei Begleitfiguren, die den Kirchpatron St. Wolfgang und die Muttergottes darstellen. Über den beiden Figuren befinden sich Baldachine, die als virtuos ausgestaltetes Blattwerk ausgebildet sind. Darüber wächst aus dem Kielbogen eine hohe Fiale mit Blattwerkspfeilern und eben solchem Baldachin. Diese Fiale endet in einer klar geformten, krabbenbesetzten Helmpyramide. In der Fiale steht die sprechende Gestalt des Schmerzensmannes, und zwar in der Darstellungsart des berühmten Bildwerkes von Hans Multscher im Ulmer Münster.